# Група Гімалії
Група Гімалії — група супутників Юпітера, що обертаються по близьких орбітах та, можливо, мають загальне походження. Назва групи взята від назви найбільшого об'єкту у цій групі.

## Склад групи
До групи входять такі супутники Юпітера:
- Гімалія — найбільший супутник групи.
- Леда
- Юпітер LXXI
- S/2018 J 2
- Пандія
- Лісітея
- Елара
- S/2011 J 3
- Дія

Відповідно до правил Міжнародного астрономічного союзу, назви супутників з цієї групи повинні закінчуватись на -а, -я або -о.

## Характеристики групи
Вказані супутники об'єднують параметри орбіт: напрям руху, нахил орбіти, розміри, ексцентриситету.
| Супутник    | Нахил орбіти до площини екліптики | Велика піввісь, млн км | Ексцентриситет |
| ----------- | --------------------------------- | ---------------------- | -------------- |
| Гімалія     | 27,50°                            | 11,461                 | 0,162          |
| Леда        | 27,46°                            | 11,165                 | 0,164          |
| Юпітер LXXI | 30,61°                            | 11,483                 | 0,094          |
| S/2018 J 2  | 29,40°                            | 11,467                 | 0,118          |
| Пандія      | 28,15°                            | 11,525                 | 0,18           |
| Ліситея     | 28,30°                            | 11,717                 | 0,112          |
| Елара       | 26,63°                            | 11,741                 | 0,217          |
| S/2011 J 3  | 28,65°                            | 11,797                 | 0,175          |
| Дія         | 28,23°                            | 12,118                 | 0,211          |